# Krystyna Chojnowska-Liskiewicz
Krystyna Chojnowska-Liskiewicz (n. 15 iulie 1936, Varșovia, Polonia – d. 12 iunie 2021, Gdańsk, Polonia) a fost prima femeie care a navigat singură în jurul lumii, repetând realizarea lui Joshua Slocum. Ea a pornit de la Insulele Canare pe 28 februarie 1976 și s-a întors pe 21 aprilie 1978, circumnavigând 31166 de mile navale (57719 km) în 401 zile.
Decorații
- Ordinul Polonia Restituta în grad de Comandor (Krzyż Komandorski)

## Barca
Krystyna Chojnowska-Liskiewicz a călătorit pe Mazurek, o barcă construită în Polonia. Mazurek  avea 9,51 metri lungime, o lățime de 2,70 metri și o velă cu aria de 35 de metri pătrați. Mazurek a fost construit de o echipă condusă de soțul ei.

## Călătoria
Ea a plecat de la Insulele Canare pe 28 februarie 1976, traversând Oceanul Atlantic până la Barbados. De acolo a navigat prin Marea Caraibelor până la Canalul Panama, și, prin urmare, pâna la Oceanul Pacific.
După ce a traversat Oceanul Pacific, Krystyna Chojnowska-Liskiewicz a navigat prin Tahiti și Fiji până în Australia, apoi în vest a traversat Oceanul Indian prin Mauritius. După ce a traversat Capul Bunei Speranțe, a navigat în nord și a traversat pista de pornire pe 20 martie 1978 la 16° 08.5' latitudine nordică și 35° 50' longitudine vestică.
Și-a terminat călătoria când a intrat în portul Las Palmas de Gran Canaria pe 21 aprilie 1978, navigând 31166 de mile navale (57719 km) în 401 zile. Pe 18 iunie 1978, s-a întors în Polonia, unde este încă văzută ca un erou național.

## Alți candidați

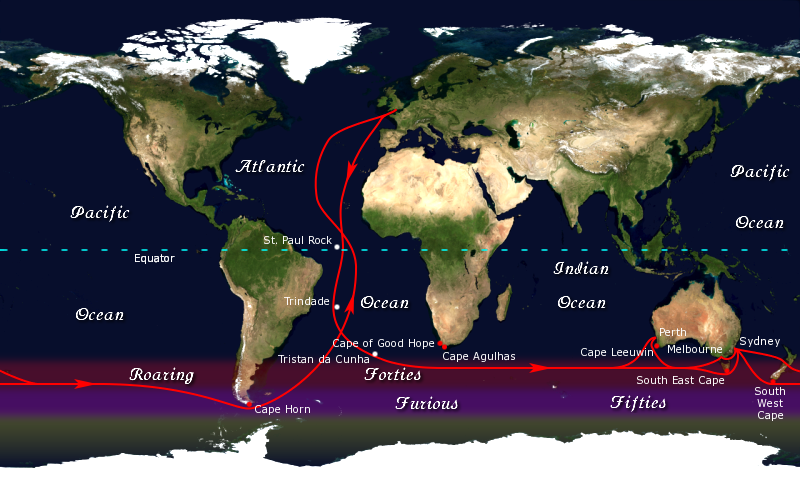
Ruta Clipper

La finalul călatoriei, Krystyna Chojnowska-Liskiewicz abia a învins-o pe Naomi James care și-a completat circumnavigația pe 8 iunie 1978. Călătoria lui Naomi James este, totuși, notabilă deoarece a completat o circumnavigație în doar 272 de zile, întrecând astfel recordul lui Francis Chichester cu două zile. De asemenea, a fost prima femeie care a navigat singură completând ruta Clipper, trecând de trei mari capuri (Capul Agulhas, Capul Sud-Est și Capul Froward), pornind și sfârșind în Canalul Mânecii.
În 1988, Kay Cottee din Australia a devenit prima femeie care a completat singură o circumnavigare pe Blackmore's First Lady (Prima doamna a lui Blackmore).